# Chołodnyj
Chołodnyj – osiedle typu miejskiego w Rosji, w obwodzie magadańskim, w rejonie susumańskim, położone przy Trakcie Kołymskim, ok. 13 km na południowy zachód od Susumanu. W 2010 roku liczyło 1062 mieszkańców.